# Barronopsis
Barronopsis is een geslacht van spinnen uit de  familie van de Agelenidae (trechterspinnen).

## Soorten
- Barronopsis arturoi Alayón, 1993
- Barronopsis barrowsi (Gertsch, 1934)
- Barronopsis floridensis (Roth, 1954)
- Barronopsis jeffersi (Muma, 1945)
- Barronopsis stephaniae Stocks, 2009
- Barronopsis texana (Gertsch, 1934)